# CheapTickets
CheapTickets ist ein auf Flugbuchungen spezialisiertes Online-Reiseportal. Die Firmenzentrale befindet sich in Oosterhout (Niederlande). Das Unternehmen ist eine Marke von Travix, die wiederum zur BCD Holdings gehört.
Die Website cheaptickets.com gehört zu dem US-amerikanischen Unternehmen Orbitz, das wiederum als Tochterunternehmen Expedia angehört.

## Geschichte
Die Idee zur Gründung hatten Lex Beins und Ton Berends, die schon früh von den Möglichkeiten des Internets fasziniert waren. Bereits Mitte der 1990er Jahre fingen sie mit der Entwicklung und Evaluierung eines Online-Reiseportals an. Lex Beins hatte 1996 seinen Eltern das Reisebüro Beins abgekauft und das Geschäftsmodell erfolgreich weiterentwickelt, z. B. mit selbstveranstalteten Sprachreisen. Der Einstieg von Ton Berends und das damit verbundene Wachstum sorgte für die nötige finanzielle Unabhängigkeit um die Gründung und Entwicklung von CheapTickets als unabhängiges Unternehmen ohne Fremdkapital zu ermöglichen.
CheapTickets wurde 2001 mit der Website CheapTickets.nl als Tochterunternehmen der niederländischen Beins Travel Group in den Niederlanden gegründet. 2007 folgte die Expansion auf dem europäischen Markt mit der Einführung von CheapTickets.de im deutschen Markt. Im selben Jahr gingen CheapTickets.ch für die Schweiz und GreenTickets.at für Österreich online. Derzeit ist CheapTickets in den Niederlanden, Deutschland, Österreich und der Schweiz vertreten. Neben der Zentrale in den Niederlanden gibt es ein Reservierungs- und Servicecenter in Saarbrücken, das für den gesamten deutschsprachigen Raum zuständig ist sowie ein Büro auf Curaçao.

## Produkte
Es ist nach eigenen Angaben das größte Reiseportal in den Niederlanden. Das Hauptgeschäft des Unternehmens ist die Vermittlung von Flügen. Auch Hotels, Mietwagen und Pauschalreisen werden angeboten. Die Websites benutzen das Amadeus-Reservierungssystem. 2009 wurden für über 150 Millionen Euro Reisen vermittelt. Die Produkte, die auf den CheapTickets-Websites beschrieben sind, sind nicht nur eigene Angebote, sondern verlinken auch auf bereits vorhandene Angebote im Internet. CheapTickets nutzt dazu unter anderem die Technik des Screen Scraping, das automatische Auslesen von Tarifen auf Airline-Websites.
Auf allen Portalen des Unternehmens wird für die angebotenen Flüge einen Eco-Wert angezeigt, der die entstehenden CO2-Emissionen für den gewählten Flug ausweist. Dargestellt wird der Wert durch fünf Buchstabendifferenzierungen von A bis E und ein farbliches Ampelsystem. Über die NGO Greenseat ist bei Buchungen zusätzlich ein freiwilliger Emissionsausgleich möglich. 2010 erhielt das Unternehmen für diese Initiativen den Umweltpreis Grüne Feder (Groene Veer) vom niederländischen Reisefachmagazin Reisrevue und der Travel Foundation.
Das Unternehmen ist der International Air Transport Association angeschlossen und Mitglied des Reisegeld-Absicherungsvereins (SGR). 2007, 2008, 2009 und 2010 war CheapTickets bei den World Travel Awards als Europe’s Leading Travel Agency nominiert.

## Kritik von Kunden
Die Geschäftspraktiken von CheapTickets werden von vielen Kunden harsch kritisiert. Auf dem Erfahrungsberichte-Portal Ciao! wurde das Unternehmen von 64 Benutzern bewertet (Stand 12. Januar 2012). In 57 der 64 Bewertungen wurde CheapTickets mit der schlechtesten Note der fünfstufigen Skala bewertet.
Viele Beschwerden beziehen sich darauf, dass nach vermeintlich abgeschlossener Buchung und Bezahlung kein Ticket ausgestellt wurde oder von Cheaptickets nachträglich höhere Preise gefordert wurden. Weitere Kritikpunkte sind die mangelnde Erreichbarkeit und Kompetenz des Kundenservice, hohe Preise der Hotline und Schwierigkeiten bei der Abwicklung von Stornierungen.
Bei Online-Buchungen bietet CheapTickets als einzige kostenlose Zahlungsvariante die Sofortüberweisung an, bei der Käufer geheime Konto-Zugangsdaten (PIN und TAN) einem Dritten (der Firma Sofort AG) anvertrauen muss. Alle anderen Zahlungsvarianten kosten Aufschläge (z. B. 9,95 € im Mai 2013), die höher sind als der Preisvorteil von CheapTickets gegenüber anderen Reiseportalen.

## Konflikt mit Ryanair
Die irische Billigfluggesellschaft Ryanair versuchte CheapTickets das Auslesen ihrer Seite mittels Screen Scraping zu untersagen. Ende Februar 2010 entschied das Landgericht Hamburg erstmals in einem ordentlichen Klageverfahren und nicht in einem Eilverfahren für CheapTickets, dass das Vermitteln von Ryanair-Flugtickets durch CheapTickets rechtlich in Ordnung sei. Laut dem Urteil des Landgerichts ist die Nutzung der Internet-Technik Screen Scraping ausdrücklich erlaubt. Bereits 2008 befand das Oberlandesgericht Frankfurt in dem entsprechenden Verfahren (Az.: 6 U 221/08), dass automatische Buchungsanfragen, die CheapTickets per Screen Scraping durchführt, lediglich Vertretergeschäfte für Fluggäste darstellen. Das automatische Auslesen von Flug- und Tarifinformation per Screen Scraping sei rechtskonform solange Reisebüros nicht als Reiseveranstalter gegenüber dem Kunden auftreten, sondern ihm lediglich eine Beförderungsleistung vermitteln. CheapTickets hat damit als erster Flugvermittler in Deutschland die Methode des Screen Scrapings in einem Klageverfahren erfolgreich verteidigt.